# Parque nacional Aulavik
El parque nacional Aulavik es un parque nacional de Canadá situado en los Territorios del Noroeste, Canadá. Es conocido por su acceso al río Thomsen, uno de los ríos navegables más septentrional de América del Norte. El parque tiene 12 274 km² y fue fundado en 1992. La forma más práctica para visitar el parque es alquilar un avión, y en la actualidad el parque cuenta con cuatro lugares de desembarque.
Aulavik Parque Nacional tiene dos grandes bahías, bahía Castel y bahía Mercy, y se ubican al sur del estrecho de McClure. 

## Historia
El capitán Robert McClure pasó dos inviernos en la bahía Mercy en el barco HSM Investigator, mientras participaba en la búsqueda de los desaparecidos de la expedición de John Franklin entre 1850 y 1853. McClure abandonó su buque en la bahía Mercy y viajando sobre el hielo en trineo logró llegar a otro buque, el HMS Resolute, en el que regresó, siendo el primer hombre que completó el Paso del Noroeste.